# Kulen
Núi Kulen (đọc là Ku Lên), vốn tên là núi Mahendraparvata, là một địa điểm thiêng liêng, một thánh địa đối với dân tộc Khmer. Tại đó, vua Jayavarman II (AD 802-80) tuyên bố độc lập khỏi Java, khai sinh nhà nước Angkor và xây dựng kinh đô đầu tiên của người Khmer. Thời gian và chiến tranh đã tàn phá nhiều, song ở đây vẫn còn nhiều di tích, nhất là trên đồi Mahendara và tại dòng suối Kbal Spean. Kulen là nơi hành hương và picnic được các gia đình Khmer ưa chuộng. Lưu trữ ngày 9 tháng 6 năm 2008 tại Wayback Machine

## Vị trí
Núi Kulen (Phnom Kulen), đúng ra cụm đồi Kulen, thuộc địa phận các huyện Svay Leu và Varin, tỉnh Siêm Riệp, cách trung tâm thành phố Siêm Riệp 50 km, và nằm trong Vườn quốc gia Phnom Kulen.
Đường lên núi Kulen là một con đường hiểm trở nhưng khá tốt vì được nâng cấp. Ngày xưa vùng núi Kulen vẫn còn hoang sơ, rất nhiều mìn còn sót lại nơi đây. Từ trên đỉnh đồi Mahendra, du khách có thể ngắm nhìn toàn thể công viên Angkor từ trên cao.

## Lịch sử
Đây là nơi đóng kinh đô đầu tiên của triều đại Angkor dưới triều vua Jayavarman II được xây dựng năm 802. Kinh đô này nằm trên đồi Mahendra trong một khu rừng nguyên sinh nay còn rộng 375 km² với nhiều loài thú hoang dã vẫn còn tồn tại. Từ đỉnh núi có dòng suối Kbal Spean trong veo được xem là nơi phát nguồn của dòng sông Siem Reap. Trên đồi Mahendra, Jayavarman II đã tuyên bố nền độc lập của vương quốc Khmer và chọn nơi đây làm kinh đô đầu tiên.
Cùng với số phận của Angkor, kinh đô này từng một thời gian bị quên lãng giữa rừng núi âm u. Năm 1968, một nhà thám hiểm người Pháp đã phát hiện ra Kulen. Chiến tranh triền miên và vào năm 1980-1990, Kulen trở thành căn cứ địa của Khmer Đỏ. Con đường dẫn lên núi Kulen đầy mìn, rừng rậm âm u và rất nguy hiểm. Mãi đến năm 2000, người ta khai phá một con đường dẫn lên núi, và con đường này trở thành con đường hành hương về nguồn của người Khmer.

## Sông ngàn Linga

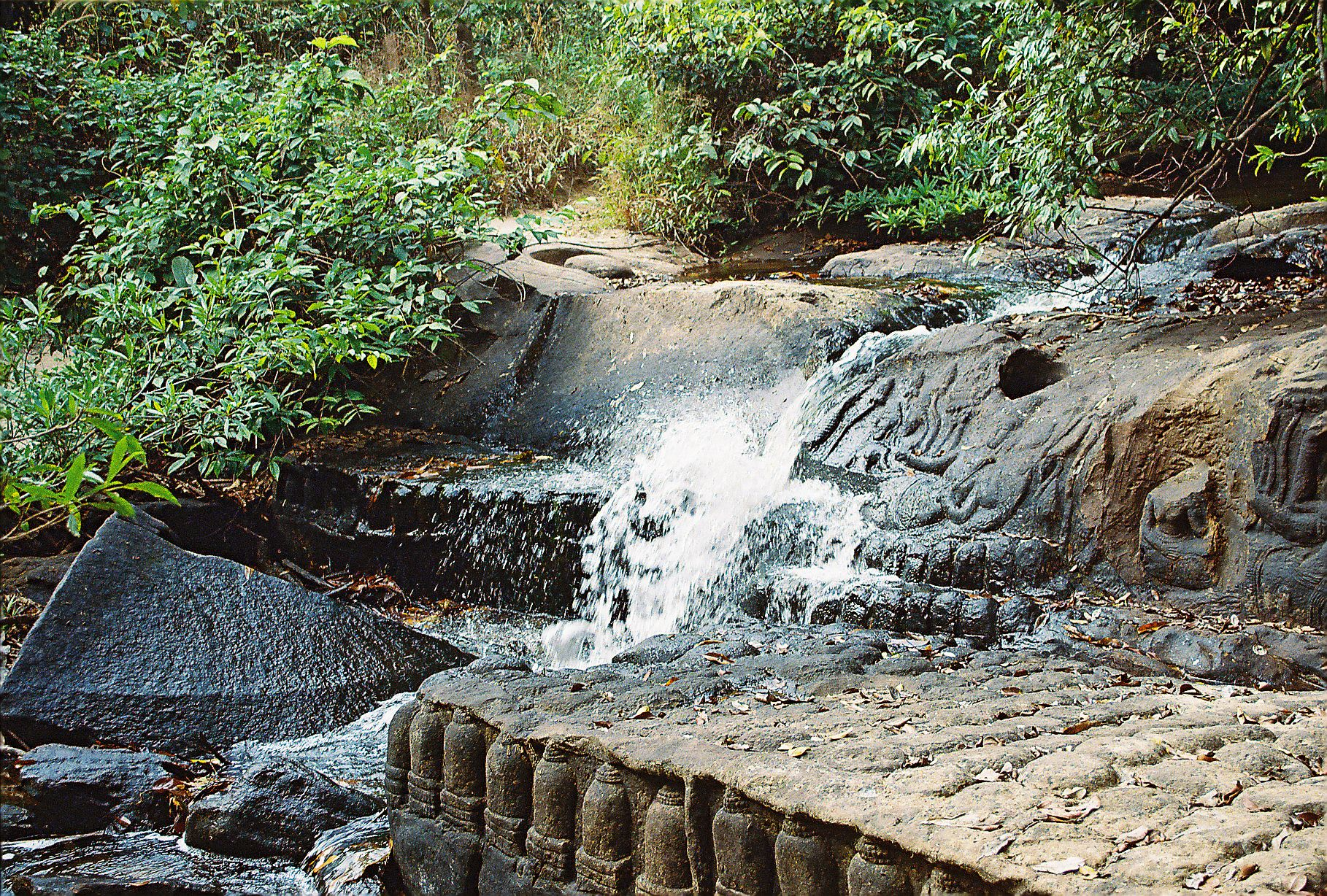
Dòng KbalSpean - hay là sông ngàn Linga

Năm 1050, vua Suryavarman I ngăn con suối Stung Kbal Spean trên đỉnh núi để thực hiện bức tranh điêu khắc đá dưới nước với hàng ngàn tượng về Linga, Yoni (miêu tả bộ phận sinh dục của nam và nữ) được tạc thẳng vào nền đá cùng với hàng ngàn bức phù điêu chạm trổ rất tinh vi về các tượng thần Deva, tiên nữ Apsara. Tại thượng nguồn dòng suối, có nhiều phiến đá khổng lồ chạm trổ nữ thần sắc đẹp Laksmi vô cùng sống động. Phải mất hơn 100 năm, công việc này mới được hoàn thành. Người dân Khmer gọi đây là dòng sông ngàn Linga. Đến giờ người ta vẫn chưa thể trả lời được người xưa đã làm như thế nào để có thể thực hiện công trình này và tạc tượng dưới dòng suối này được.
Người ta cho rằng, nếu cho trẻ em tắm suối này, trẻ em sẽ rất mau lớn và khỏe mạnh, thông minh. Vào mùa lễ hội, hàng ngàn trẻ em Khmer được bố mẹ cho tắm dưới dòng suối này, với cầu mong con cháu họ sẽ khỏe mạnh.

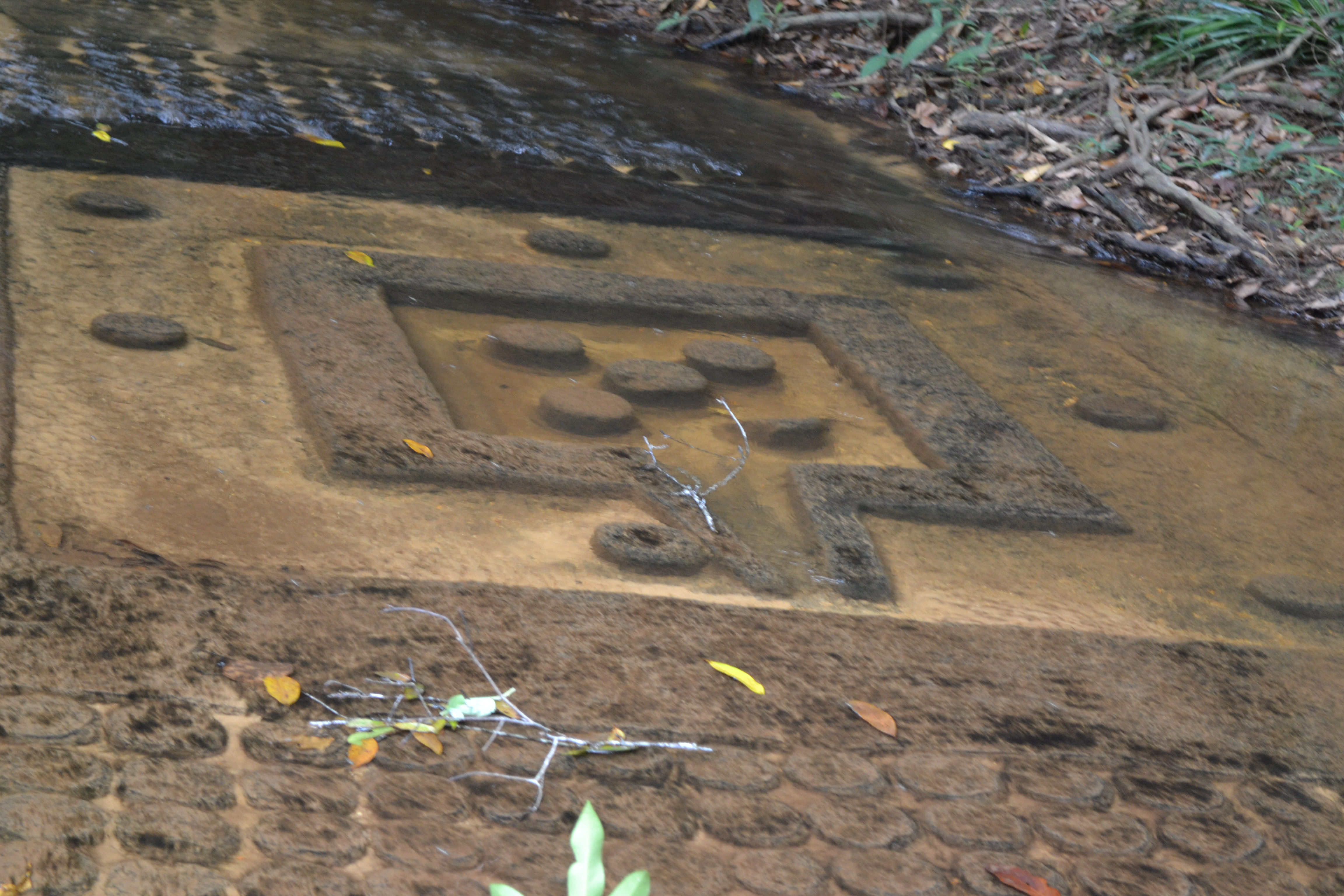
Biểu tượng Liga và Yoni

## Đỉnh Mahendara
Cả khu rừng Kulen có tất cả 37 ngôi đền, chùa cổ có tuổi đời hàng ngàn năm, nhưng đặc biệt nhất vẫn là chùa Paang Thom, nơi đây ngoài bức tượng Phật được tạc thẳng vào núi đá, phần thân tượng dài 9,7m, cao 3,3m. Tương truyền để xây dựng kỳ quan Angkor, người Khmer đã được sự giúp sức của các vị thần và nơi này còn lưu giữ dấu chân phải dài 2 m, sâu 0,4 m mà theo truyền thuyết là dấu chân đầu tiên của thần và dấu chân trái nằm trên đỉnh núi Ba Kheng cách núi Kulen 50 km.

## Vườn quốc gia Phnom Kulen

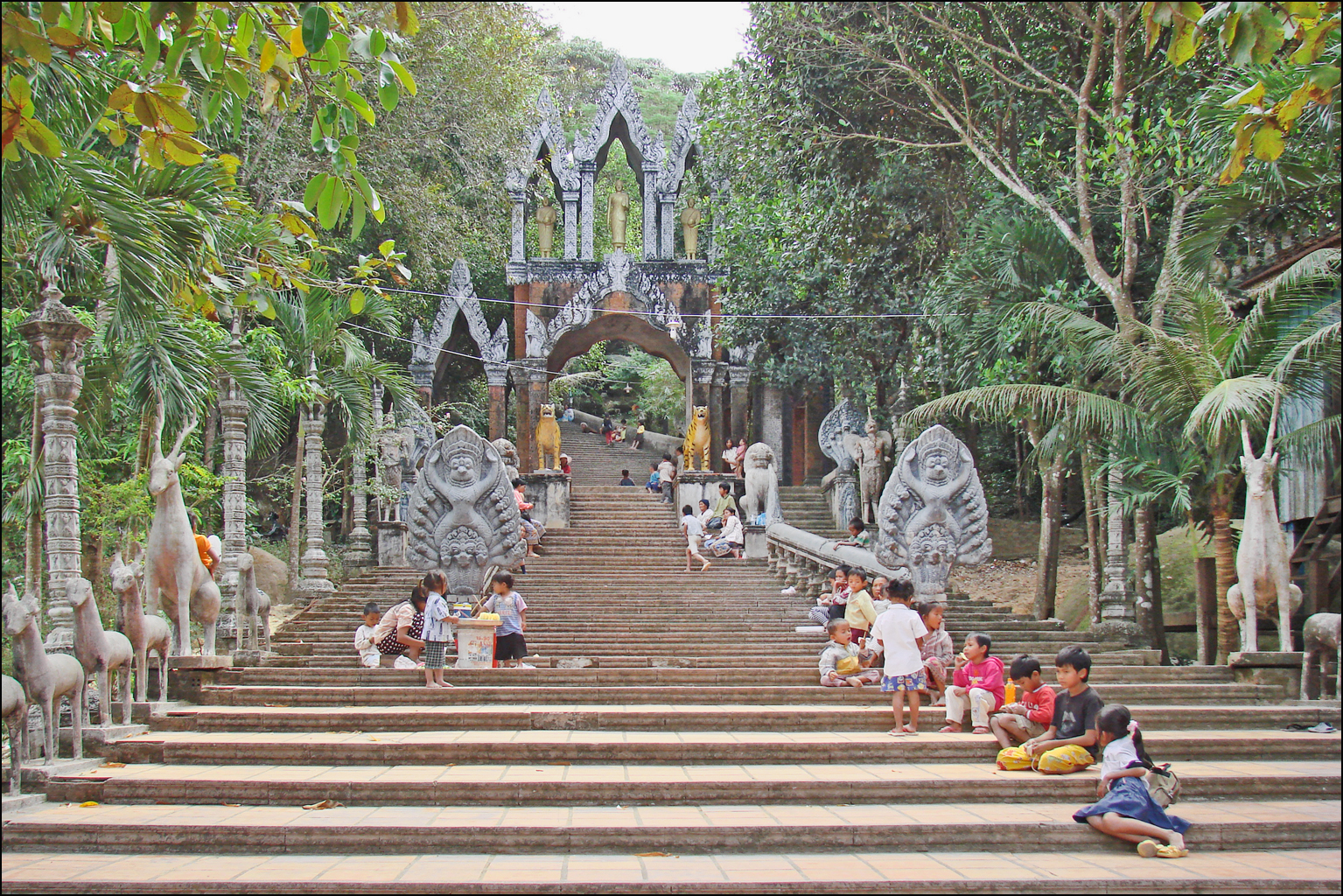
Cầu thang dẫn lên đền Preah Ang Thom

Vườn quốc gia nằm ở huyện Svay Leu, cách thành phố tỉnh lỵ Siem Reap 48 km và cách đền Banteay Srei 25 km. Vườn quốc gia là nơi có một số đặc điểm tự nhiên, di tích lịch sử khiến cho nó trở thành một địa điểm tham quan thú vị trong khu vực.